# Athetis pigra
Athetis pigra är en fjärilsart som beskrevs av Achille Guenée 1852. Athetis pigra ingår i släktet Athetis och familjen nattflyn. Inga underarter finns listade i Catalogue of Life.